# Đình Lập
Đình Lập là một huyện nằm ở phía đông nam tỉnh Lạng Sơn, Việt Nam.

## Địa lý

### Vị trí địa lý
Huyện Đình Lập nằm ở biên giới phía đông nam tỉnh Lạng Sơn, có vị trí địa lý:
- Phía tây giáp huyện Lộc Bình và huyện Sơn Động, tỉnh Bắc Giang
- Phía bắc giáp đường biên giới Việt Nam - Trung Quốc dài 51,2 km
- Phía đông giáp huyện Tiên Yên và huyện Bình Liêu, phía nam giáp huyện Ba Chẽ, tỉnh Quảng Ninh.

### Điều kiện tự nhiên

#### Địa hình
Đình Lập là đồi núi dốc theo hướng từ Đông Bắc xuống Tây Nam và bị chia cắt mạnh bởi các dãy núi đất và các khe suối tạo thành các dải đất bằng hẹp. 

#### Sông ngòi
Đình Lập là nơi bắt nguồn của hai con sông lớn, sông Kỳ Cùng bắt nguồn từ xã Bắc Xa, chảy theo hướng Đông Bắc qua Lộc Bình, thành phố Lạng Sơn, Thất Khê tới biên giới Trung Quốc, chiều dài chảy qua huyện Đình Lập khoảng 40 km; sông Lục Nam bắt nguồn từ xã Đình Lập, chảy về phía Nam tỉnh Bắc Giang, chiều dài sông chảy qua huyện là 50 km. Đình Lập còn có 2 sông ngắn là Đông Khuy và sông Tiên Yên cùng các con sông, khe suối nhỏ nằm rải rác trên địa bàn.

#### Diện tích, dân số, giao thông
Huyện có diện tích 1.187 km² và dân số là 28.579 người vào năm 2019, gồm các dân tộc: Tày, Nùng, Kinh, Dao, Sán Chỉ. Đình Lập là huyện vùng cao biên giới của tỉnh Lạng Sơn, có hai trục quốc lộ Quốc lộ 4 (4B) (chạy qua địa bàn huyện dài 42 km nối Quảng Ninh xuyên qua Lạng Sơn lên Cao Bằng) và Quốc lộ 31 (theo hướng tây nam đi huyện Sơn Động (Bắc Giang) chạy qua trung tâm huyện); cách thành phố Lạng Sơn 50 km về hướng đông nam.

## Lịch sử
Năm 1963, hai tỉnh Quảng Yên, Hải Ninh và đặc khu Hồng Gai hợp nhất thành tỉnh Quảng Ninh. Đình Lập là một trong những huyện thuộc tỉnh Quảng Ninh, gồm 10 xã: Bắc Lãng, Bắc Xa, Bính Xá, Châu Sơn, Cường Lợi, Đình Lập, Đồng Thắng, Kiên Mộc, Lâm Ca, Thái Bình.
Năm 1965, thành lập thị trấn nông trường Thái Bình.
Ngày 23 tháng 2 năm 1977, thành lập thị trấn Đình Lập (thị trấn huyện lỵ huyện Đình Lập) trên cơ sở một phần diện tích và dân số của xã Đình Lập.
Năm 1978, huyện Đình Lập chuyển sang trực thuộc tỉnh Lạng Sơn vừa tái lập, bao gồm 2 thị trấn và 10 xã trực thuộc như hiện nay.

## Hành chính
Huyện Đình Lập có 12 đơn vị hành chính cấp xã trực thuộc, bao gồm 2 thị trấn: Đình Lập (huyện lỵ), Nông trường Thái Bình và 10 xã: Bắc Lãng, Bắc Xa, Bính Xá, Châu Sơn, Cường Lợi, Đình Lập, Đồng Thắng, Kiên Mộc, Lâm Ca, Thái Bình.

## Kinh tế
Đình Lập có tiểu vùng khí hậu thích hợp cho phát triển các loại cây lâm nghiệp có giá trị kinh tế cao như: thông, chè, hoa hồi, đinh, lim,... và nhiều cây dược liệu quý như: mộc nhĩ, nấm hương, sở,... Diện tích đồng cỏ khá lớn, mật độ cỏ che phủ đạt 70% rất phù hợp cho phát triển chăn nuôi đại gia súc. Với tài nguyên đất, rừng và khí hậu ưu đãi, ngành lâm – nông nghiệp là thế mạnh trong công cuộc phát triển kinh tế – xã hội của huyện Đình Lập.
Sản xuất lâm – nông nghiệp được xác định là ngành kinh tế mũi nhọn. Mặc dù, diện tích đất nông nghiệp chiếm 5,2% diện tích đất tự nhiên, thời tiết khí hậu không thuận lợi cho việc luân canh tăng vụ nhưng nhờ áp dụng tiến bộ khoa học – kỹ thuật, công tác khuyến nông, khuyến lâm, trợ giá, trợ cước vận chuyển phân bón, đưa các giống lúa, ngô mới vào sản xuất và tăng vòng quay sử dụng đất, nên sản lượng lương thực (có hạt) năm 2003 đạt 303 kg, tăng 14% so với năm 2002. Những mặt hàng trước đây phải nhập từ địa phương khác như: dưa hấu, khoai tây đã đạt được sản lượng hàng trăm tấn sản phẩm hàng hóa mỗi năm.
Trong lĩnh vực trồng trọt, vài năm gần đây, mô hình kinh tế vườn đồi, vườn rừng bắt đầu phát triển trên diện rộng, góp phần tăng nhanh diện tích trồng cây công nghiệp. Bước đầu, huyện đã hình thành một số vùng sản xuất hàng hóa tập trung như: vùng cây chè ở các xã Lâm Ca, Thái Bình, thị trấn Nông Trường; cây hồi ở Bắc Xa, Kiên Mộc, Bính Xá, Đình Lập. Trong đó, cây thông được coi là loại cây lâm nghiệp mũi nhọn trong khai thác tiềm năng đồi rừng và được trồng ở khắp các xã trong huyện. Xác định cây chè giống mới là loại cây phù hợp với điều kiện canh tác ở địa phương và có giá trị kinh tế cao, các cấp, ngành chức năng huyện Đình Lập đang tích cực chỉ đạo đẩy mạnh thực hiện dự án trồng chè giống mới. Trong thực tế, tuy mới đưa vào trồng chưa lâu, những cây chè giống mới đã góp phần đẩy lùi nghèo đói và làm giàu cho không ít hộ gia đình. Vì vậy, việc phát triển vùng nguyên liệu chè giống mới được rất nhiều hộ gia đình quan tâm và tích cực tham gia.
Về chăn nuôi, tận dụng lợi thế đồng cỏ khá lớn (7.000 ha), trong những năm qua, huyện đã tập trung đẩy mạnh chăn nuôi đại gia súc. Đến năm 2003, tổng đàn trâu là 9.735 con, đàn bò là 5.331 con, đàn lợn hơn 12 nghìn con, đàn gia cầm có khoảng 89.193 con. Trong những năm tới, huyện sẽ tăng cường đầu tư vào ngành chăn nuôi nhằm đạt được mục tiêu: đàn trâu tăng 2,5% - 3%/năm, đàn bò tăng 4% - 4,5%/năm. Chủ trương này sẽ góp phần tích cực chuyển dịch cơ cấu cây trồng, vật nuôi theo hướng sản xuất hàng hóa có giá trị kinh tế cao.
Cây chè – niềm tự hào của người dân Đình Lập – đã có mặt tại huyện Đình Lập gần 40 năm nay. Trong những năm gần đây, việc đưa tiến bộ khoa học – kỹ thuật cùng với chính sách phát triển cây chè của tỉnh đã xác định rõ nét hơn về việc “Phát triển cây chè ở các xã và lấy Xí nghiệp Nông – công nghiệp Chè Thái Bình làm trung tâm là đúng hướng và có cơ sở”. Khu vực này có điều kiện đất đai và khí hậu phù hợp, nhân dân có kinh nghiệm nhiều năm trồng và chế biến chè, do vậy càng có điều kiện áp dụng khoa học – kỹ thuật vào sản xuất, đặc biệt là đưa các giống chè mới như Ô Long, Bát Tiên, Ngọc Thúy vào trồng trên diện rộng. Cùng với các cơ chế, chính sách của Trung ương và của tỉnh, quyết tâm của huyện về phát triển cây chè, nếu bảo đảm các yêu cầu về giống, chất lượng và tiếp thị tốt thì khả năng tiêu thụ chè là rất lớn. Đến đầu năm 2004, tổng diện tích chè giống mới trên địa bàn toàn huyện là 245 ha. Phát triển cây chè không chỉ tạo điều kiện chuyển đổi cơ cấu cây trồng, xóa đói giảm nghèo mà còn giúp nhân dân trong vùng làm giàu. Vì vậy, huyện Đình Lập, Xí nghiệp Nông – công nghiệp Chè Thái Bình, các xã và các hộ gia đình cần đẩy mạnh phát triển cây chè với tốc độ nhanh hơn nữa nhằm khai thác đúng tiềm năng của vùng.

## Danh lam - thắng cảnh
- Cột mốc 1297 và đường tuần tra biên giới: là tuyến tham quan, ngắm hoa cỏ lau nở rộ và chiêm ngưỡng cung đường tuần tra biên giới. Khu vực này thuộc xã Bắc Xa, huyện Đình Lập (Lạng Sơn) và tiếp giáp với xã Vô Ngại, huyện Bình Liêu (Quảng Ninh). Đường từ khu vực chân mốc để lên đến cột mốc dài gần 1 km và có độ thoải theo các bậc thang để du khách vừa ngắm cảnh, vừa thảnh thơi chụp ảnh với những bụi lau bên đường. Đứng tại khu vực cột mốc du khách có thể phóng tầm mắt ngắm nhìn cung đường tuần tra biên giới, uốn lượn như những dải lụa giữa núi đồi trùng điệp.[6]
- Di tích Đình Pò Háng thuộc xã Bính Xá, huyện Đình Lập, tỉnh Lạng Sơn là một ngôi đình cổ thờ Vua Đinh Tiên Hoàng của người Tày vùng biên giới Việt Trung. Đình có nhiều giá trị về lịch sử, văn hóa nên được huyện Đình Lập trú trọng bảo tồn và phát huy giá trị di tích.[7] Đình Pò Háng xưa là nơi các thanh niên trong xã tổ chức ăn thề, kiên quyết đánh giặc, bảo vệ quê hương trong thời kỳ chống thực dân Pháp. Đặc biệt, năm 1948, Thành Hoàng đình Pò Háng được Bác Hồ ký lệnh tặng bức trướng đặc biệt thêu chữ Hán, phía dưới phiên âm bằng chữ quốc ngữ là “Chiến kháng hộ ủng” (ủng hộ kháng chiến).[8]